# České Energetické Závody

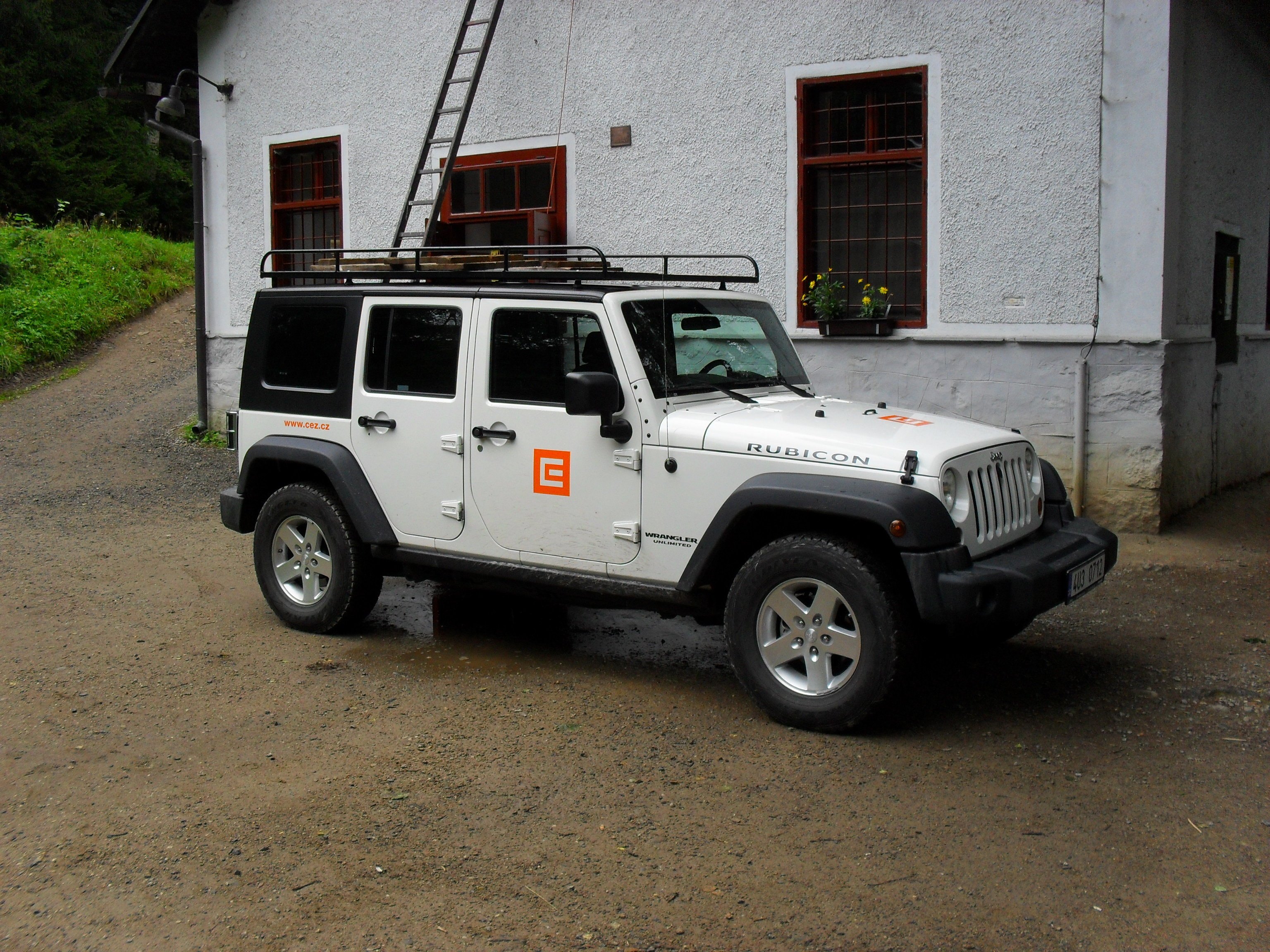
Veicolo di emergenza del Gruppo ČEZ

Il Gruppo ČEZ (in lingua ceca Skupina ČEZ, acronimo di České Energetické Závody) è un conglomerato di 96 compagnie (inclusa la compagnia madre ČEZ a.s.), 72 delle quali aventi sede in Repubblica Ceca. Il gruppo opera nel campo della produzione, distribuzione e commercio di energia elettrica. Il gruppo opera, altresì, in Bosnia ed Erzegovina, Bulgaria, Germania, Ungheria, Polonia, Romania, Serbia, Slovacchia e Turchia. La società è quotata presso la Borsa di Praga, presso quella di Varsavia e le sue azioni sono scambiate anche sul mercato di Francoforte.

## Impianti
Il gruppo gestisce diverse impianti di produzione di energia elettrica (in Repubblica Ceca, tranne ove diversamente indicato):
- centrali nucleari
  - Centrale nucleare di Temelín
  - Centrale nucleare di Dukovany
- centrali a carbone
  - Centrale elettrica di Dětmarovice
  - Centrale elettrica di Hodonín
  - Centrale elettrica di Chvaletice
  - Centrale elettrica di Ledvice
  - Centrale elettrica di Mělník
  - Centrale elettrica di Počerady
  - Centrale elettrica di Poříčí
  - Centrale elettrica di Pruněřov
  - Centrale elettrica di Tisová
  - Centrale elettrica di Tušimice
  - Centrale elettrica di Elcho (Polonia)
  - Centrale elettrica di Skawina (Polonia)
  - Centrale elettrica di Varna (Bulgaria)
- impianti idroelettrici
  - Lipno
  - Orlík
  - Kamýk
  - Slapy
  - Štěchovice
  - Vrané
  - Střekov
- impianti idroelettrici ad accumulo
  - Dalešice
  - Dlouhé Stráně
  - Štěchovice
- altre impianti minori
- centrali in costruzione o in preparazione
  - unità 3 e 4 della Centrale nucleare di Cernavodă (Romania)